# Miltina
Miltina là một chi bọ cánh cứng trong họ Chrysomelidae.
Chi này được miêu tả khoa học năm 1875 bởi Chapuis.

## Các loài
Chi này gồm các loài:
- Miltina dilatata Chapuis, 1875